# Krzyk (serial telewizyjny)
Krzyk (ang. Scream) – amerykański antologiczny serial telewizyjny (dramat, horror) wyprodukowany przez MTV Production Development oraz Dimension TV. Serial jest oparty na serii filmów Krzyk Wesa Cravena. Premierowy odcinek został wyemitowany 30 czerwca 2015 roku.
10 lipca 2015 roku stacja MTV zamówiła 2. sezon, którego premiera zaplanowana była na 31 maja 2016 roku. Po zakończeniu drugiego sezonu ogłoszono, że w październiku zostaną wyemitowane odcinki specjalne z okazji Halloween. 14 października 2016 roku stacja MTV przedłużyła serial o trzeci sezon. Trzeci sezon produkcji będzie rebootem, który będzie miał całkowicie nową obsadę i historię.
Serial był nominowany do TCA.

## Fabuła
Wiralowy filmik staje się preludium do serii makabrycznych morderstw w spokojnym miasteczku Lakewood i budzi jego zamierzchłą przeszłość. W centrum tej historii jest grupa nastolatków, to oni stają się celem mordercy, który zdaje się mieć związek z Emmą Duvall, będącą jego głównym obiektem obserwacji i „gwiazdą przedstawienia”.

## Obsada

### Główna
- Willa Fitzgerald jako Emma Duvall, córka Maggie Duval, lubiana dziewczyna w szkole oraz główny cel mordercy. (sezony 1-2)[6]
- Bex Taylor-Klaus jako Audrey Jenson, sarkastyczna, biseksualna przyjaciółka Emmy, która uwielbia kręcić filmy kamerą. (sezony 1-2)[7]
- John Karna jako Noah Foster, dowcipny i inteligentny geek, mający ogromną wiedzę na temat horrorów. (sezony 1-2)[8]
- Amadeus Serafini jako Kieran Wilcox, nowy student mieszkający ze swoim ojcem, który staje się obiektem uczuć Emmy. (sezony 1-2)
- Conner Weil jako Will Belmont, były chłopak Emmy i najlepszy przyjaciel Jake'a Fitzgeralda. (sezon 1)[6]
- Carlson Young jako Brooke Maddox, piękna, bogata, ale skomplikowana dziewczyna, najlepsza przyjaciółka Emmy. (sezony 1-2)
- Tracy Middendorf jako Margaret „Maggie” Duvall, matka Emmmy i lekarka sądowa. (sezony 1-2)
- Jason Wiles jako Clark Hudson, były szeryf Lakewood. (sezon 1)
- Kiana Ledé jako Zoe Vaughn, inteligentna koleżanka z liceum, skrywająca tajemnicę, którą zaczyna interesować się Noah. (sezon 2)
- Santiago Segura jako Gustavo "Stavo" Acosta. Uczeń szkoły średniej i syn szeryfa Acosty; artysta głęboko zaangażowany w tematykę grozy, seryjnych morderców i komiksów. (sezon 2)
- R.J Cyler jako Deion Elliot, szkolna gwiazda, wycofująca się z drużyny. Chce uzyskać stypendium dzięki piłce nożnej, lecz jego plan staje się niepewny, gdy staje się głównym celem mordercy, który chce go zniszczyć, wykorzystując jego przeszłość. (sezon 3)
- Jessica Sula jako Liz, nowa dziewczyna w szkole i członkini składu cheerleaderek, która wydaje się mieć idealne życie, ale w rzeczywistości ma tyle tajemnic co inni. (sezon 3)
- Keke Palmer jako Kym, buntowniczka, która jest śmiałą i piękną działaczką społeczną o wielkim sercu i zerowej cierpliwości dla głupców. Gdy morderca się pojawia, będzie starała się przetrwać za wszelką cenę. (sezon 3)
- Giorgia Whigham jako Beth, ponura i mroczno-śmieszna, gotka oraz lokalna tatuażystka. Jako fanka filmowych horrorów, ma encyklopedyczną wiedzę o filmowych morderstwach i wszelkiej makabrze – co jest przydatne, gdy pojawia się morderca. (sezon 3)
- Tyga jako Jamal, przyrodni brat Deiona, pomimo że obraca się w podejrzanym towarzystwie, ma wielkie serce i nieskończoną lojalność wobec swojego brata. (sezon 3)
- CJ Wallace jako Amir, dobry syn surowych rodziców, którzy nakazują mu trzymać się z dala od dziewczyn i kontynuować rodzinną firmę, jednak on marzy o byciu muzykiem i zamierza spełnić swoje marzenie; pojawiający się nagle morderca może pokrzyżować jego plany. (sezon 3)
- Giullian Yao Gioiello jako Manny, jawny homoseksualista, lojalny wobec innych oraz zawsze przyznający się do winy. Zazwyczaj najmądrzejsza osoba w pokoju, ma zamiar dokonać wielkich osiągnięć, jednak te wkrótce mogą zniknąć całkowicie. (sezon 3)

### Role drugoplanowe
- Tom Maden jako Jake Fitzgerald, chłopak Brooke i najlepszy przyjaciel Willa Belmonta. (sezony 1-2)
- Amelia Rose Blaire jako Piper Shaw, podcasterka, która przyjeżdża do Lakewood w celu zbadania ostatnich morderstw. (sezon 1, gościnnie sezon 2)
- Brianne Tju jako Riley Marra, przyjaciółka Emmy, która interesuje się Noah. (sezon 1)
- Bobby Campo jako Seth Branson, nauczyciel, który był w tajemnym związku miłosnym z Brooke. (sezony 1-2)[6]
- Bryan Batt jako burmistrz Quinn Maddox, ojciec Brooke i burmistrz Lakewood, ukrywający tajemnice miasta dotyczące nielegalnych transakcji biznesowych. (sezony 1-2)
- Sosie Bacon jako Rachel Murray, lesbijska dziewczyna Audrey. Ma skłonności samobójcze. (sezon 1, gościnnie sezon 2)
- Sophina Brown jako detektyw Lorraine Brock, przydzielona do sprawy morderstwa Niny Patterson. (sezon 1)
- Tom Everett Scott jako Kevin Duval, zażenowany ojciec Emmy i były mąż Maggie (gościnnie sezon 1, sezon 2)
- Anthony Ruivivar jako szeryf Miguel Acosta. Szeryf Acosta jest otwartym, kompetentnym i doświadczonym policjantem, który powraca do Lakewood, gdzie dorastał. To oddany, ale czasem surowy człowiek, bardzo opiekuńczy w stosunku do swojego syna Stava. (sezon 2)
- Sean Grandillo jako Eli Hudson, kuzyn Kierana. Na pierwszy rzut oka normalny chłopak, lecz może mieć ukryte motywy. Jego przybycie do Lakewood wyciąga na światło dzienne tajemnice z przeszłości Kierana, ukrywane od dawna. Zakochany w Emmie. (sezon 2)
- Austin Highsmith jako Kristen Lang, idealistyczna nauczycielka psychologii średniej, która staje się powierniczką i mentorką dla swoich studentów. (sezon 2)
- Karina Logue jako Tina Hudson, matka Eliego i opiekunka prawna Kierana, uprzejma, ale samodzielna i dążąca wszelkimi metodami do osiągnięcia swoich celów.
- May Katherine Duhon jako Haley Meyers, znajoma z liceum, nielubiąca Emmy i jej przyjaciół. (sezon 2)
- Zena Grey jako Gina McLane, nowa dziewczyna Audrey, która jest o nią zazdrosna. (specjalne odcinki sezonu drugiego, Halloween 1-2)
- Alex Esola jako Jeremy Blair, wydawca Noah i Stava. (specjalne odcinki sezonu drugiego, Halloween 1-2)
- Alexander Calvert jako Tom Martin, tajemniczy i uwodzicielski chłopak, którym zaczyna się interesować Emma. (specjalne odcinki sezonu drugiego, Halloween 1-2)

### Role gościnne
- Bella Thorne jako Nina Patterson, ciesząca się największym powodzeniem dziewczyna w szkole. (sezon 1)
- Max Lloyd-Jones jako Tyler O'Neill, mający największe powodzenie chłopak w szkole i chłopak Niny Patterson. (sezon 1)
- Lele Pons jako Leah (sezon 2)

## Odcinki
| Sezon | Sezon | Odcinki | Oryginalna emisja MTV | Oryginalna emisja MTV | Oryginalna emisja Netflix | Oryginalna emisja Netflix | Oryginalna emisja Netflix |
| Sezon | Sezon | Odcinki | Premiera sezonu       | Finał sezonu          | Premiera sezonu           | Finał sezonu              |                           |
| ----- | ----- | ------- | --------------------- | --------------------- | ------------------------- | ------------------------- | ------------------------- |
|       | 1     | 10      | 30 czerwca 2015       | 1 września 2015       | 1 lipca 2015              | 2 września 2015           |                           |
|       | 2     | 13      | 30 maja 2016          | 16 sierpnia 2016      | 31 maja 2016              | 17 sierpnia 2016          |                           |
|       | 3     | 6       | 8 lipca 2019          | —                     | —                         | —                         |                           |

## Produkcja
29 października 2014 roku stacja MTV zamówiła pierwszy sezon serialu. Pierwotnie rolę Audrey Jenson miała zagrać Amy Forsyth, a w rolę szeryfa Clarka Hudsona miał wcielić się Joel Gretsch.